# الريدة (بني العوام)

تعديل مصدري - تعديل

الريدة هي إحدى قرى عزلة بني العوام بمديرية بني العوام التابعة لمحافظة حجة، بلغ تعداد سكانها 54 نسمة حسب تعداد اليمن لعام 2004.